# Wital Bułyha
Wital Bułyha (biał. Віталь Булыга, ros. Виталий Булыга, Witalij Bułyga; ur. 12 stycznia 1980 w Mohylewie, ZSRR) – białoruski piłkarz grający na pozycji napastnika w rosyjskim klubie Łucz-Energia Władywostok.
Swą przygodę z futbolem rozpoczął w rodzinnym kraju, w klubie Dniapro Mohylew, w którym występował od 1997 do 2002 roku. Latem 2002 roku po Białorusina zgłosił się klub rosyjskiej Premier Ligi – Krylja Sowietow, ale tam zagrał zaledwie 14 meczów beż żadnych sukcesów. Połowę 2003 roku spędził w drugoligowym klubie Urałan Elista, ale już za niedługo powrócił do ekstraklasy, a konkretniej do Amkaru Perm – wówczas beniaminka. W roku 2005 Bułyha ponownie postanowił spróbować swoich sił w Samarze i wrócił do Krylji Sowietow. Kolejne 2 lata spędził już grając w barwach Tomi Tomsk. W styczniu 2008 sięgnął po niego Łucz, ale również tam nie zagościł na długo. Po sezonie 2008 przeniósł się do BATE Borysów, a w następnym roku do Salut-Eniergija Biełgorod.
W reprezentacji swojego kraju Wital zadebiutował w 2003 roku, w której jak dotąd rozegrał 37 meczów i zdobył 8 bramek.